# Мугалжарський сільський округ
Мугалжа́рський сільський округ (каз. Мұғалжар ауылдық округі, рос. Мугалжарский сельский округ) — адміністративна одиниця у складі Мугалжарського району Актюбінської області Казахстану. Адміністративний центр та єдиний населений пункт — село Мугалжар.
Населення — 1623 особи (2021; 2118 у 2009, 1630 у 1999, 1587 у 1989).
Станом на 1989 рік існувала Мугоджарська сільська рада (село Мугоджарське, селища Роз'їзд 57, Роз'їзд 58) Мугоджарського району. Пізніше селище Роз'їзд 57 було передане до складу Ембинської міської адміністрації.

## Склад
До складу округу входять такі населені пункти:
| Населений пункт | Колишні назви | Населення, осіб (1989) | Населення, осіб (1999) | Населення, осіб (2009) | Населення, осіб (2021) |
| --------------- | ------------- | ---------------------- | ---------------------- | ---------------------- | ---------------------- |
| Мугалжар, село  | Мугоджарське  | 1570                   | 1630                   | 2045                   | 1615                   |
| Киргиз, селище  | Роз'їзд 58    | 17                     | -                      | 73                     | 8                      |